# High Times
High Times ist eine US-amerikanische, englischsprachige Zeitschrift mit Themenschwerpunkt Cannabis als Rauschmittel, der Legalisierung und dem Kulturgut.

## Geschichte
Das Magazin wurde 1974 von Tom Forcade gegründet und ursprünglich als einmaliger One Shot geplant. Doch es stellte sich schnell ein Erfolg der Zeitschrift ein, sodass diese dann monatlich erschien. Bis 2017 lag der Firmensitz in New York, nun operiert das Unternehmen von Los Angeles aus. Das Unternehmen ist auch Veranstalter der Veranstaltungsreihe Cannabis Cup.
Die High Times hat durchschnittlich 236.000 Abonnenten und ihre Online-Kanäle werden jeden Monat von über 20 Millionen Besuchern abgerufen.

## Autoren
Unter den Autoren waren auch Charles Bukowski, William S. Burroughs, Truman Capote, Hunter S. Thompson und Andy Warhol.